# Avianca
Avianca er det nationale flyselskab fra Colombia. Selskabet er ejet af latinamerikansk holdingselskab. Avianca har hub og hovedkontor i El Dorado International Airport i landets hovedstad Bogotá. Selskabet har rødder tilbage til 1919, hvor det blev stiftet under navnet SCADTA.
Avianca fløj i november 2011 til over 150 destinationer i det meste af verden. Flyflåden bestod af 71 fly med en gennemsnitsalder på 7.7 år.
Efter 18 måneders forberedelse bliver Avianca og datterselskabet TACA Airlines i maj 2012 optaget i flyalliancen Star Alliance. På dette tidspunkt vil de 2 selskaber været fuld integreret og flyve under navnet Avianca-TACA.